# 中国纸
中国纸是以中國傳統工藝製成的紙，种类繁多，各朝代有不同的纸张品种。
- 汉代：麻紙、蔡侯紙、子邑纸

- 唐代：硬黄纸、薛涛箋、宣紙

- 宋代：余杭山由拳村藤纸、富阳小井纸、赤亭山赤亭纸[1]；澄心纸、匹纸（长三至五丈）、藤白纸、鹄白纸、蚕茧纸[2]、黄白经笺、碧云青树笺、龙凤笺、团花笺、金花笺、观音帘纸、蚕茧纸、竹纸、大笺纸、彩色粉笺[3]

- 元代：绍兴彩色粉笺、蜡笺、黄笺花笺、罗纹笺、江西观音纸、清江纸

- 明代：连七纸、观音纸、榜纸、大内细密洒金五色粉笺、印金花五色笺、瓷青纸、吴中洒金纸、松江谭笺、泾县连四纸

- 清代：连四纸、倭子纸、毛边倭子纸、纸本色毛边纸，各色毛边纸、香色兰边连四纸、连四抄纸、方白挛纸、锦纸、蜡花纸、呈文纸、山西纸、西青纸、青纸、裱料纸、白榜纸、红黄色榜纸、方高纸、官青纸、宫笺纸、粉笺纸、桑皮纸、翠白榜纸、衢红纸、朱沙笺纸、小青纸、台连纸[4]。

- 近現代：玉扣紙